# Shīn
Shīn (in arabo شين‎? /ʃiːn/) è la tredicesima lettera dell'alfabeto arabo. Nella numerazione abjad essa può assumere due valori: 300 nella variante orientale, 1000 in quella occidentale (propria, cioè, del Maghreb).

## Origine
Questa lettera, al pari di Sīn, deriva secondo alcuni da  dell'alfabeto nabateo, secondo altri da ܫ dell'alfabeto siriaco. In ogni caso deriva da shin dell'alfabeto aramaico (), che nacque dalla sin dell'alfabeto fenicio (), generata dalla sims dell'alfabeto proto-cananeo ().

## Fonetica
Foneticamente corrisponde alla fricativa postalveolare sorda (ʃ). Essa, cioè, è assimilabile alla combinazione nella lingua italiana sc davanti alle vocali e o i. Lo stesso suono è descritto nei paesi anglofoni dal digramma sh, in lingua francese da ch.

## Scrittura e traslitterazione
Graficamente differisce da sīn esclusivamente dai tre punti che sovrastano il segno grafico.
Shīn viene scritta in varie forme in funzione della sua posizione all'interno di una parola:
| Forma isolata | Forma finale | Forma intermedia | Forma iniziale |
| ﺵ             | ـش…          | …ـشـ…            | …ﺷ             |

Nella traslitterazione dall'arabo scientifica è traslitterata š, ma la si trova comunemente anche come sh.

## Sintassi
Shīn è una lettera solare. Ciò significa che quando a una parola che inizia con questa lettera è posto davanti l'articolo determinativo (ال alif lām, al), si verifica il fenomeno fonetico dell'assimilazione, con geminazione della consonante iniziale della parola. Pertanto, è necessario pronunciare l'articolo come se al posto della lettera lām ci fosse una seconda šīn.
Ad esempio شمس (shams, sole) diventa الشمس (alshams, il sole), che si pronuncia [aʃˈʃams]